# Dante Park

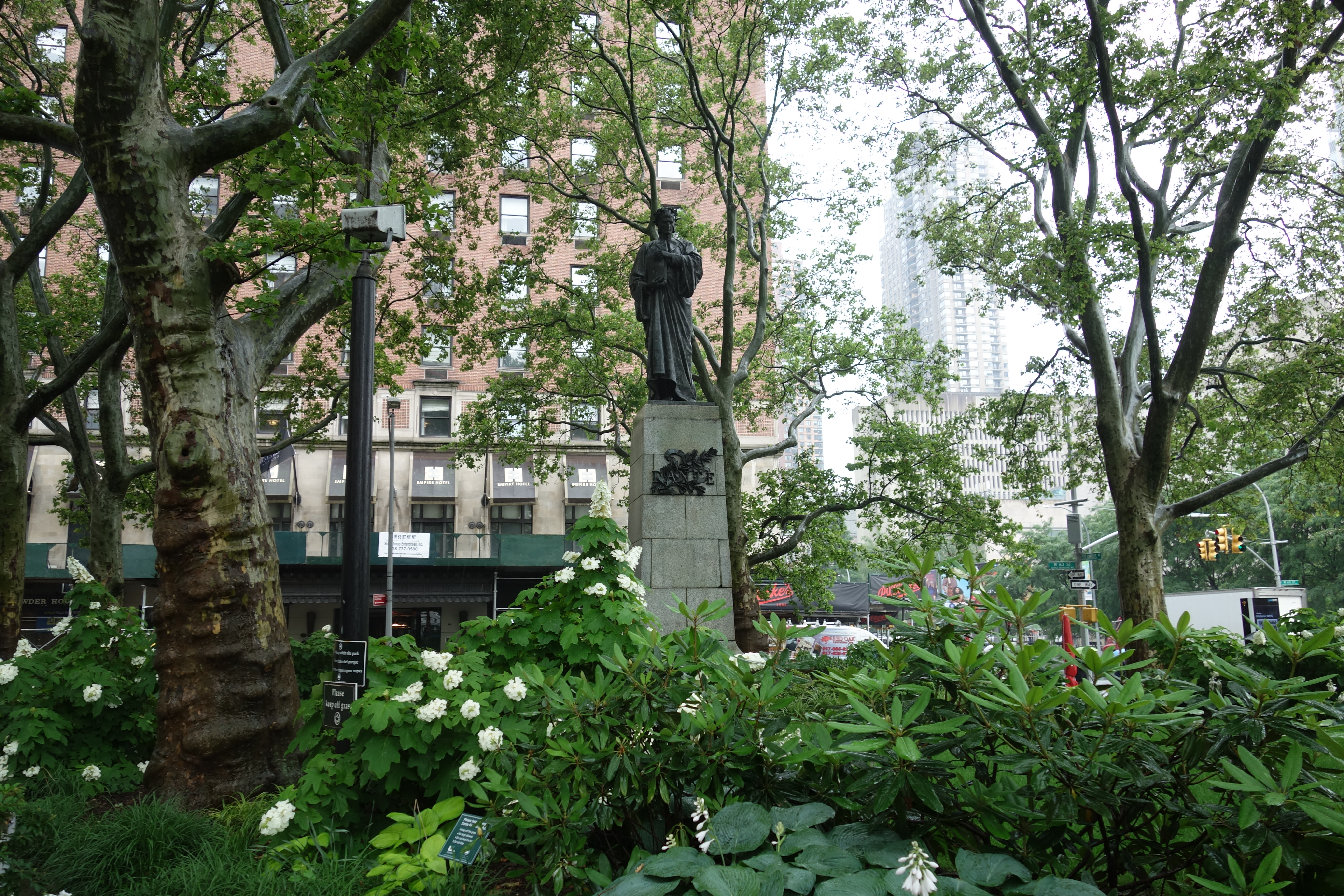
Park mit Statue

Der Dante Park ist eine Parkanlage in der Upper West Side vor dem Lincoln Center in New York City.
Er wurde 1921 zu Ehren Dante Alighieris (1265–1321), von Italoamerikanern, errichtet. Im Park steht eine bronzene Dantestatue.